# Tournée de l'équipe des Lions britanniques et irlandais de rugby à XV en 2005
Navigation
2001 2009
Les Lions sont de retour en tournée en Nouvelle-Zélande après les tournées 2001 en Australie et 1997 en Afrique du Sud. Ils sont dirigés par l'Anglais Clive Woodward qui espère frapper un grand coup deux ans après le titre de champion du monde du XV de la Rose. Clive Woodward a mis sur pied la tournée la plus énorme de l'Histoire avec 45 joueurs sélectionnés et un encadrement pléthorique. Comme capitaine, il a nommé le trois-quarts centre irlandais Brian O'Driscoll, l'attaquant européen le plus brillant. Il a aussi rappelé le joueur vedette de 2003 Jonny Wilkinson continuellement blessé depuis deux ans. 
Mais la tournée se solde par trois défaites sans appel face à une équipe des All Blacks très performante au sein de laquelle, un demi d'ouverture d'exception se révèle : Dan Carter. Les Néo-Zélandais s'imposent 21-3,48-18 et 38-19. C'est le premier "3-0" subi par les Lions depuis 22 ans. Pour Clive Woodward, l'échec est terrible. 
Brian O'Driscoll est blessé dès le début du premier test après un plaquage "cathédrale" de Tana Umaga. Gravement touché à l'épaule, il déclare forfait pour la fin de la tournée. C'est le Gallois Gareth Thomas qui le remplace.
À noter que pour la première fois de leur Histoire, les Lions avaient fait précéder leur tournée d'un match contre l'Argentine joué à Cardiff et soldé par un match nul 25-25.

## Équipe
L'équipe a été annoncé le 11 avril 2005. Elle comprend 20 anglais, 11 irlandais, 10 gallois et 3 écossais. 
| Entraîneur | Entraîneur             | Clive Woodward |
| Avants     | Pilier                 | John Hayes (Munster), Gethin Jenkins (Blues), Graham Rowntree (Leicester Tigers), Andrew Sheridan (Sale Sharks), Matthew Stevens (Bath), Julian White (Leicester Tigers)                              |
| Avants     | Talonneur              | Gordon Bulloch (Glasgow), Shane Byrne (Leinster), Steve Thompson (Northampton Saints), Andy Titterrell (Sale Sharks),                                                                                 |
| Avants     | Deuxième ligne         | Danny Grewcock (Bath), Ben Kay (Leicester Tigers), Donncha O'Callaghan (Munster), Paul O'Connell (Munster), Malcolm O'Kelly (Leinster),                                                               |
| Avants     | Troisième ligne aile   | Neil Back (Leicester Tigers), Martin Corry (Leicester Tigers), Denis Hickie (Leinster), Lewis Moody (Leicester Tigers), Michael Owen (Dragons), Martyn Williams (Blues)                               |
| Avants     | Troisième ligne centre | Lawrence Dallaglio (Wasps), Richard Hill (Saracens), Simon Taylor (Édimbourg) |
| Arrières   | Demi de mêlée          | Gareth Cooper (Dragons), Chris Cusiter (The Borders), Matt Dawson (Wasps), Dwayne Peel (Scarlets) |
| Arrières   | Demi d'ouverture       | Charlie Hodgson (Sale Sharks), Stephen Jones (Montferrand), Ronan O'Gara (Munster) |
| Arrières   | Centre                 | Gordon d'Arcy (Leinster), Will Greenwood (Harlequins), Gavin Henson (Ospreys), Shane Horgan (Leinster), Brian O'Driscoll (capitaine; Leinster), Tom Shanklin (Blues), Ollie Smith (Leicester Tigers), |
| Arrières   | Ailier                 | Jason Robinson (Sale Sharks), Gareth Thomas (Toulouse), Shane Williams (Ospreys) |
| Arrières   | Arrière                | Iain Balshaw (Leeds Tykes), Geordan Murphy (Leicester Tigers), Josh Lewsey (Wasps) |

À cette liste de 44 joueurs, 3 joueurs blessés à l'époque de l'annonce de la sélection étaient susceptibles de rejoindre l'équipe s'ils faisaient la preuve de leur rétablissement et de leur compétitivité.
Ce sont les 3 anglais suivants :
- - Jonny Wilkinson (Newcastle Falcons et Angleterre)
  - Phil Vickery (Gloucester et Angleterre)
  - Mike Tindall (Gloucester et Angleterre)

Seul Wilkinson a finalement été retenu.
Depuis, certains joueurs de l'équipe, blessés, ont été remplacés:
le 17 mai: Iain Balshaw remplacé par Mark Cueto (Sale Sharks et Angleterre)
le 2 juin: Malcolm O'Kelly remplacé par Simon Shaw (Wasps et Angleterre)
le 4 juin: Lawrence Dallaglio remplacé par Simon Easterby (Scarlets et Irlande)
le 10 juin: Simon Taylor remplacé par Ryan Jones (Ospreys et Pays de Galles)
le 27 juin: Danny Grewcock remplacé par Brent Cockbain (Ospreys et Pays de Galles)
le 27 juin: Richard Hill est remplacé par Jason White (Sale Sharks et Écosse)
3 joueurs n'ont pas effectué le vol vers la Nouvelle-Zélande avec le reste de l'équipe:
Jason Robinson : grossesse de son épouse
Stephen Jones : fin du championnat de France
Gareth Thomas : demi-finale du championnat de France
Jones a rejoint le squad le 31 mai et Jason Robinson et Gareth Thomas le 7 juin.
Sir Clive Woodward est l'entraîneur de la tournée. Il a également plusieurs adjoints dont:

Ian McGeechan, ancien coach des Lions, nommé coach en chef de l'équipe de la semaine
Gareth Jenkins
Andy Robinson
Eddie O'Sullivan
Clive Woodward, ne voulant négliger aucun paramètres, a emmené un squad important, comprenant des spécialistes: arbitre, masseur, docteur, chef cuisinier,…
Ce squad est le plus important en nombre de l'histoire des tournées des Lions.

## Programme
3 tests matchs contre les Blacks sont programmés. Le match contre l'Argentine, à Cardiff, ne compte pas pour une sélection avec les Lions.
|                     | Date            | Adversaire                | Lieu                                   | Résultat | Score |
| ------------------- | --------------- | ------------------------- | -------------------------------------- | -------- | ----- |
| Argentine           | 23 mai, 2005    | Argentine                 | Millennium Stadium, Cardiff            | Nul      | 25-25 |
| Bay of Plenty       | 4 juin, 2005    | Bay of Plenty             | Rotorua International Stadium, Rotorua | Victoire | 20-34 |
| Taranaki            | 8 juin, 2005    | Taranaki                  | Yarrow Stadium, New Plymouth           | Victoire | 14-36 |
| New Zealand Maori   | 11 juin, 2005   | Māori de Nouvelle-Zélande | Waikato Stadium, Hamilton              | Défaite  | 19-13 |
| Wellington          | 15 juin, 2005   | Wellington                | Westpac Stadium, Wellington            | Victoire | 6-23  |
| Otago               | 18 juin, 2005   | Otago                     | Carisbrook, Dunedin                    | Victoire | 19-30 |
| Southland           | 21 juin, 2005   | Southland                 | Rugby Park, Invercargill               | Victoire | 16-26 |
| Blacks test match 1 | 25 juin, 2005   | 1st Test                  | Jade Stadium, Christchurch             | Défaite  | 21-3  |
| Manawatu            | 28 juin, 2005   | Manawatu                  | Arena Manawatu, Palmerston North       | Victoire | 6-109 |
| Blacks test match 2 | 2 juillet, 2005 | 2d Test                   | Westpac Stadium, Wellington            | Défaite  | 48-18 |
| Auckland            | 5 juillet, 2005 | Auckland                  | Eden Park, Auckland                    | Victoire | 13-17 |
| Blacks test match 3 | 9 juillet, 2005 | 3rd Test                  | Eden Park, Auckland                    | Défaite  | 38-19 |

## Matchs

### Argentine
25-25 (16-19)
Arbitre : Stuart Dickinson (Australie)
Millennium Stadium, Cardiff : 61569 spectateurs
Lions : 1 E : Smith (17e) ,  1 T : Wilkinson , 6 P (32e,38e, 40+4e , 49e , 66e , 80+8e)
Argentine : 1E Nunez Piossek (7e), 1T Todeschini , 6P Todeschini (4e, 15e, 22e, 35e, 55e, 58e)
Lions:
Murphy - Hickie,Smith(Horgan 60e),D'Arcy,S Williams - Wilkinson,Cooper(Cusiter 58e) - 

Moody, Owen (C) , Corry - Grewcock(Kay 70e) , O'Callaghan - Hayes (White 50e), Byrne(Thompson 70e), Rowntree
Argentine :
Stortoni - Nunez Piossek, Arbizu, F Comtepomi, Leonelli - Todeschini (Lopez Flemming 73e), N Fernandez Miranda 

Genoud (Sanz 71e) , Leguizamon, Schusterman - Sambucetti (Carizza 72e) , Bouza - Mendez, Ledesma, Reggiardo
Avec seulement 9 joueurs professionnels sur 22, les argentins ont failli réaliser un véritable exploit, menant tout le long du match. L'égalisation de Wilkinson ne survient qu'au bout de 8 minutes de prolongations.

### Bay of Plenty
20-34 (17-17)
Arbitre : M Honiss (Nouvelle-Zélande)
Rotorua International Stadium, Rotorua : 30 000 spectateurs
Bay of Plenty: 2 E : Bourke (15e) , Williams (34e) 2 T : Williams , 2 P Williams (30e,57e) McAllister (49e,64e)
Lions : 6 E : Lewsey (2e, 5e) , Cueto (11e, Shanklin (51e) , Peel (70e) , D'Arcy (76e)  , 2 T : O'Gara  (11e,76e)
Lions :
Lewsey - Cueto,O'Driscoll,Henson(D'Arcy 78e),Shanklin - O'Gara,Peel(Dawson 76e) - 

M Williams, Dallaglio(Corry 20e) ,Hill - O'Connell,Kay - Stewens,Bulloch(Thompson 65e), Jenkins(Sheridan 65e)

### Taranaki
14-36 (7-6)
Arbitre : M Deaker (Nouvelle-Zélande)
Yarrow Stadium, New Plymouth : 30 000 spectateurs
Taranaki: 2E Masoe, Watt , 2 T Young
Lions : 4 E : Corry, Horgan (2) , Murphy ,  2 T : Hodgson , 4 P Hodgson
Lions' :
Murphy - Horgan,Greenwood, Smith,Hickie - Hodgson,Cusiter - 

Owen, Moddy, Corry - Grewcock,O'Callaghan - Hayes,Titterrell,Rowntrees 

Entré en jeu: Byrne,Jenkins,Kay,M Williams,Cooper,Wilkinson,Henson

### New Zealand Maori
19-13 (6-6)
Arbitre : M Walsh (Nouvelle-Zélande)
Waikato Stadium, Hamilton : 26 000 spectateurs
Maoris : 1 E : McDonald (55e) , 1 T : McAllister , 4 P Hill (12e,22e) McAllister (49e,64e)
Lions :  1 E : O'Driscoll (72e) , 1 T : Jones , 2 P Jones (11e,36e)
Maoris : 
McDonald - Gear,Tipoki,mcAlister,Ralph - Hill (Spencer 43e) , Weepu
Holah, McDonald,Gibbes- Hohneck,Filipo - Hayman,Flynn,Manu (Feek 56e)
Lions:
Lewsey - Shanklin,O'Driscoll,D'Arcy,Sh Williams - s Jones,Dawson - 

M Williams, Owen (Jenkins 42e), Hill - O'Connell, Shaw - White, Thompson (Byrne 73e), Sheridan

### Wellington
6-23 (6-11)
Arbitre  : M Honiss (Nouvelle-Zélande)
Westpac Stadium, Wellington : 39 000 spectateurs
Wellington : 2 P Gopperth (28e,40e)
Lions : 2 E : Jenkins (37e) , Thomas (77e) , 2 T : Wilkinson , 3 P Wilknson (8e,24e,43e)
Wellington: Paku - Fa'atau,Nonu,Tuipolotu(Ellison 78e),Kinikinilau(Jane 68e) - Gopperth,Weepu (Flutey 73e) - 

Herring(Thompson 42e),Waldrom,Ormsby- Filipo(Purdie 71e),Andrews - Fairbrother,M Schwalger(Mahoney 59e),McDonnell
Lions:
Lewsey (Horgan 68e) - Robinson,Henson(s Jones 63e),O'Driscoll,Thomas - Wilkinson , - Wilkinson, Peel (C usiter 73e) 

Back,Corry,Easterby - Kay,Grewcock - White(Stewens 73e),Byrne, Jenkins

### Otago
19-30 (13-13)
Arbitre : M L.Bray (Nouvelle-Zélande)
Carisbrook, Dunedin : 26 300 spectateurs
Otago : 1 E  Lee (33e) , 1T Ewans , 4P Ewans (6e, 15e, 44e, 61e)
Lions : 3 E : Greenwood (37e) , Jones (53e) , Williams  (69e) , 3 T : Hodgson , 3 P Hodgson (17e,24e,65e)
Lions :
Murphy (Horgan 68e) - Hickie, Greenwood, D'Arcy (Smith 53e),S Williams - Hodgson (O'Gara 70e) , Cusiter (Dawson 61e) 

M Williams,R Jones(Owen 78e) , Easterby - O'Callaghan, Shaw (Grewcock 61e) - Stewens, Bulloch (Thmopson 62e), Rowntree (Sheridan 61e)

### Southland
16-26
Arbitre : K Deaker (Nouvelle-Zélande)
Southland, 19 200 spectateurs
Southland :
E : T-Pole
T : Apanui
P : Apanui (3)
Lions : 
E: Henson (2)
T: O'Gara (2)
P: O'Gara (4)
Lions : 
G Murphy - M Cueto, O Smith (T Shanklin 50e) , G Henson, D Hickie - R O'Gara, G Cooper (C Cusiter 51e)
L Moody, M Williams, M Owen (capt. S Easterby 70e) - S Shaw, D O'Callaghan - M Stevens (A Sheridan 40e) , A Titterell (G Bulloch 51e) , J Hayes

### Blacks match 1
21-3 (11-0)  
Arbitre : Joël Jutge  (France)
Jade Stadium, Christchurch : 36 000 spectateurs
Blacks :  2 E A. Williams (24), Sivivatu (47), 1 T D. Carter (47), 3 P D. Carter (9, 13, 44)
Lions : 1 P Wilkinson (55)
Nouvelle-Zélande : 
MacDonald - Howlett, Umaga (cap), Mauger, Sivivatu - (o) D. Carter, (m) Marshall
McCaw, So'oialo, Collins - A. Williams, Jack - Hayman, Mealamu, Woodcock
Remplaçants : Witcombe, Somerville, Gibbes, Lauaki, Kelleher, Gear, Muliana.
Lions britanniques : 
Robinson  - Lewsey, O'Driscoll (cap), Wilkinson, Thomas (PDG) - (o) St. Jones , (m) Peel
Back, Corry, Hill - Kay, O'Connell  - White, Byrne, Jenkins
Remplaçants : S. Thompson, Rowntree, Grewcock, R. Jones, Dawson, Greenwood, Horgan
Les Lions ont subi une défaite importante. Ils ont tout d'abord perdu leur capitaine Brian O'Driscoll dès la première minute sur une luxation de l'épaule gauche. Mais ils ont surtout été dominés dans tous les domaines par les Blacks.
Ceux-ci, malgré une pluie battante et par un vent glacial, n'ont pas hésité à délivrer du jeu. Mais ils surtout dominés sur ce qui auraient dû être les points forts des Lions: Woodward avait aligné une équipe très physique et comprenant 2 ouvreurs, Wilkinson jouant en premier centre afin d'avoir plus de possibilités pour occuper le terrain.
Finalement cette occupation a été Black, grâce notamment à son ouvreur Daniel Carter. Mais la domination a également lieu chez les avants: les Lions ont perdu ainsi un très grand nombre de ballon sur ses touches, dont l'un qui donna le premier essai de Ali Williams.
Cette défaite laisse également des traces dans l'effectif. À la blessure initial de Brian O'Driscoll, s'ajoute les blessures de Richard Hill, victime d'une entorse d'un genou et de Tom Shanklin, blessé à un genou le matin de la rencontre. De plus Danny Grewcock a été suspendu 2 mois pour avoir mordu le doigt de Keven Mealamu.

### Manawatu
6-109 ()
Arbitre : Lyndon Bray (Nouvelle-Zélande)
Arena Manawatu, Palmerston North, 17 100 sepectateurs
Manawatu :
P : Hargreaves (2)
Lions : 
E : S Williams (5) , Corry, Murphy, Robinson, Smith, Hodgson, Back, D'Arcy ,  O'Gara (2) , Cueto (2) , Cooper
T : Hodgson (7) , O'Gara (5)
Lions : 
G Murphy - J Robinson (M Cueto 53e) , O Smith, G D'Arcy, S Williams - C Hodgson (R O'Gara 61e) , C Cussiter (G Cooper 40e)
M Corry, M Williams (N Back 40e) , M Owen - S Shaw, D O'Callaghan (B Cockbain 40e) - A Sheridan, G Bulloch

### Blacks match 2
48-18 (21-13)  
Arbitre : M Cole  (Australie)
Westpac Stadium, Wellington : 39 000 spectateurs
Blacks :
5 E Umaga (16e) Sivivatu (32e) Carter (44e, 68e), McCaw (76e)
4 T Carter
5 P Carter (7e, 15e, 27e, 41e, 59e)
Lions : 
2 E Thomas (1re1), Easterby (62e)
1 T Wilkinson
2 P Wilkinson (26e, 30e)
Nouvelle-Zélande :
Muliaina - Gear, Umaga (cap), Mauger, Sivivatu - (o) Carter, (m) Kelleher
McCaw, So'oialo, Collins - Williams, Jack - Somerville, Mealamu, Woodcock
Remplaçants : Witcombe, Johnstone, Gibbes, Lauaki, Marshall, Nonu, MacDonald
Lions britanniques : 
Lewsey - Robinson, G. Thomas (cap), Henson, S. Williams  - (o) Wilkinson , (m) Peel
Moody, R. Jones, Easterby  - O'Callaghan, O'Connell  - White, Thompson, Jenkins
Remplaçants : Byrne, Rowntree, Corry, M. Williams, Dawson, S. Jones, Horgan

### Auckland
13-17
Arbitre : S Walsh (Nouvelle-Zélande)
Eden Park, Auckland :
Auckland :
1E Nacewa
1T Ward
2P Ward
Lions : 
1E Williams
4P : Hodgson, O' Gara (3)
Lions :
G Murphy - M Cueto ,  W Greenwood (S Horgan 51e) , G D'Arcy ,  D Hickie -  C Hodgson (O'Gara 23e) , M Dawson
J White (M Corry 54e) , M Williams, M Owen - S Shaw ,  B Kay (B Cockbain 40e) - G Rowntree, G Bulloch (capt) , J Hayes (M Stevens 59e)

### Blacks match 3
38-19 (24-12)
Arbitre : Mr Kaplan (Afrique du Sud)
Eden Park, Auckland 47 850 spectateurs
Nouvelle-Zélande : 
5E : Smith (10e) , Williams (14e) , Umaga (39e , 48e), Gear (79e)
5T mcAllister
1P McAllister(21e)
Lions : 
1E Moody (59e)
1T  S Jones
4P : S Jones (2e , 8e , 16e , 23e)
Nouvelle-Zélande : 
Muliaina - Gear, Umaga (cap), Smith, Sivivatu - (o) McAllister Carter, (m) Kelleher
So'oialo, Lauaki, Collins - A. Williams, Jack - Somerville, Mealamu, Woodcock
Remplaçants : Marshall, Holah, Ryan, Johnstone
Lions britanniques : 
Murphy  - Cueto, Greenwood, Thomas (Cap)  , Lewsey - (o) St. Jones , (m) Peel
Moody  ,  R. Jones, Easterby Corry, Hill - O'Callaghan, O'Connell  - White, Byrne, Jenkins
Remplaçants : Horgan, S. Thompson, Rowntree, M Williams  , R. Jones, Dawson, O'Gara, Bulloch Corry